# Cordierite

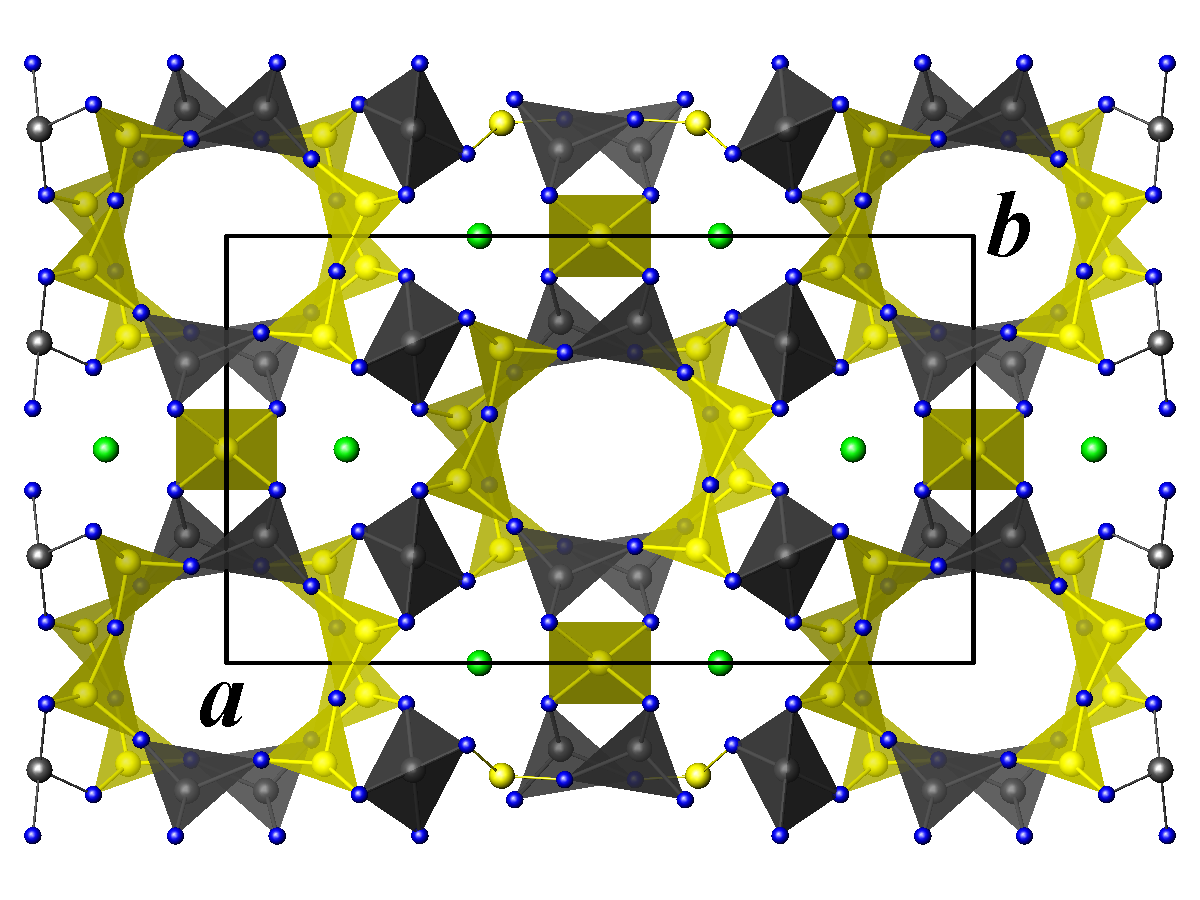
Estrutura cristalina da cordierite.

Cordierite (ou cordierita ou iolita) é um ciclossilicato de ferro, magnésio e alumínio que dá origem a um mineral com fórmula (Mg,Fe)2Al4Si5O18, onde pode haver proporções variáveis entre ferro e magnésio. Existe uma solução sólida entre a cordierite rica em ferro (sekaninaite) e a cordierite rica em magnésio. A indialite é o seu polimorfo a alta temperatura, isoestrutural com o berilo.

## Descrição
De acordo com a Classificação de Strunz, a cordierite pertence à classe "09.CJ - Ciclossilicatos com ligações simples para 6 [Si6O18]12- (sechser-Einfachringe), sem aniões complexos isolados" em conjunto com os seguintes minerais: bazzite, berilo, indialite, stoppaniíte, sekaninaíte, combeíta, imandrite, kazakovite, koashvite, lovozerite, tisinalite, zirsinalite, litvinskite, kapustinite, baratovite, katayamalite, aleksandrovite, dioptase, kostylevite, petarasite, gerenite-(Y), odintsovite, mathewrogersite e pezzottaíta.
A cordierite foi descoberta em 1812 e foi descrita pelo mineralogista francês Jean-André-Henri Lucas (1780-1825) em 1813. O seu nome foi dado em reconhecimento do engenheiro, geólogo e mineralogista francês Louis Cordier (1777-1861), que fez a primeira descrição com o nome "dichroíte". As amostras provinham do Cabo de Gata, em Espanha, que não foi aceite como local do topótipo.

### Ocorrência
A cordierite é normalmente encontrada em rochas argilosas que sofreram metamorfismo regional ou de contacto. É especialmente frequente em rochas corneanas provenientes do metamorfismo em rochas pelíticas. Existem dois tipos de associações minerais onde a cordierite ocorre:
- Sillimanite - cordierite - espinela
- Cordierite - espinela - plagioclase - ortopiroxena

Também pode ser encontrado associado a outros minerais, como granada ou antofilite. A cordierita também é encontrada em alguns granitos, pegmatitos, noritos e outras rochas formadas a partir de magmas grabóides. Os produtos de alteração incluem micas, clorite e talco.

### Gemologia
A iolite é uma variedade transparente frequentemente utilizada como pedra preciosa. O nome "iolite" vem da língua grega e significa "cor lilás". Outro nome antigo é "dichroíte", que em grego significa "pedra de duas cores", em referência ao seu acentuado pleocroísmo. 
Foi também designada por safira de água e bússola viking, uma vez que os vikings a utilizavam como bússola. Isto era feito determinando a direção das ondas de luz polarizadas. A partir dos ângulos da luz com o mineral, era possível saber a posição do Sol em caso de nevoeiro ou nuvens, que no norte da Europa são muito frequentes.
As cores da iolite vão do azul safira ou azul lilás ao cinzento amarelado ou azul celeste. Por vezes, esta variedade é utilizada como substituto de safiras mais baratas. Outro nome para a iolite é steinheilite, em homenagem a Fabian Steinheil, o governador militar russo da Finlândia, que a descreveu como um mineral distinto do quartzo.

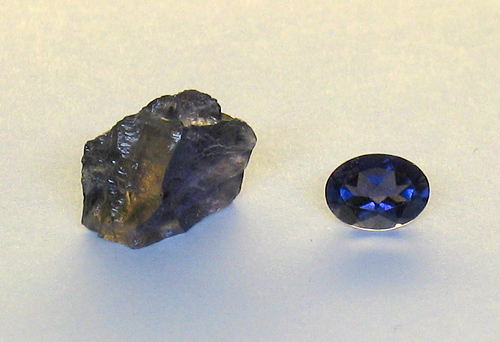
Iolite.
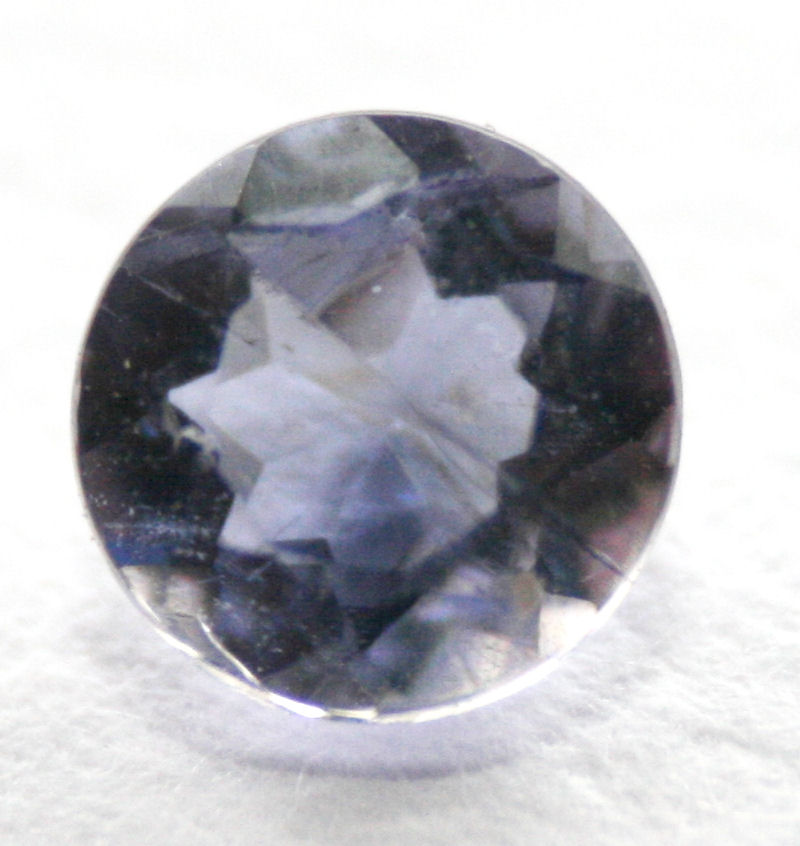
Iolite talhada.
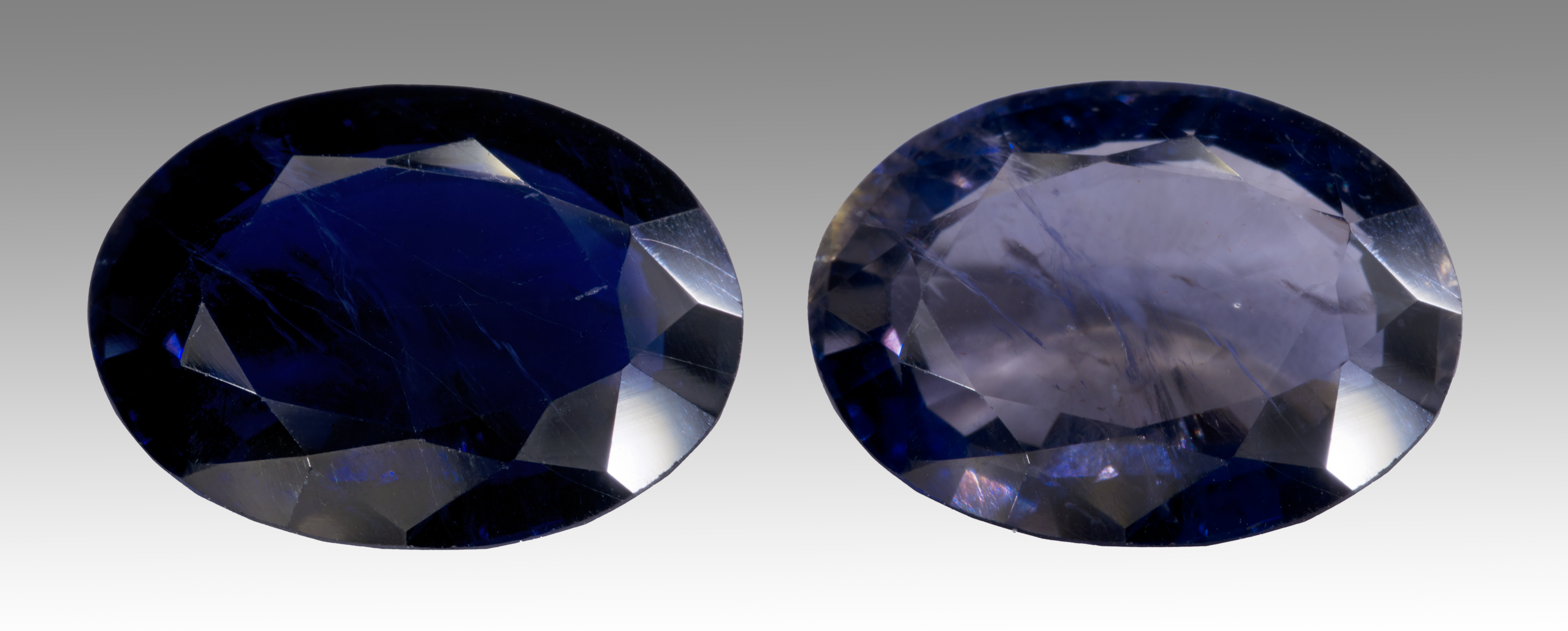
Pleocroísmo da cordierite.